# サンパーク
株式会社サンパークは、大阪府吹田市岸部北5に本拠を置く、レストランなど外食産業、外食事業コンサルティング、食品通販、フィットネス施設、WEB通販などを行う日本の企業。国内外に自社ブランド、フランチャイズ店舗を100店舗以上展開。業界の常識にとらわれない経営方針と人材教育で、加盟したフランチャイズ店舗で度々全国売上トップを記録したり、海外展開に積極的であるなど、その独自の経営で知られる。

## 概要
1966年、サン石油株式会社として設立。翌年には吹田市でガソリンスタンドとレストランの複合店舗を開業。
1992年以降は、「洋麺屋ピエトロ」、「びっくりドンキー」、「丸源ラーメン」など人気のブランドに絞ったマルチフランチャイジー戦略を中心としながらも「マジカレー」、「ベルヴィル」などオリジナルブランド複数業態を開発、出店しオリジナルブランドのフランチャイザーとしても店舗拡大。M&Aを積極展開し、業容とエリアの拡大し関東進出。さらにシンガポールでオリジナルブランドを企画開発、出店し好評を得て、シンガポール、タイ、USA、カンボジア、フィリピン、カナダ、ブルネイ、インドに複数店舗展開を行う。規模拡大にとどまらず、食の安全の追求を推進し、特定の農家と提携しての米の栽培やタイでの養豚事業者との提携により良質な豚肉や豚骨を確保するなどグローバル規模での食の六次産業化の取り組みを開始。 さらに、癒しの宿、健康、美容、アンチエイジングなど食ビジネスとのシナジー効果を持つビジネスにも取り組む。

## 経営手法
海外展開にも積極的で成長性の高い企業として注目されたが、個店の強さでも知られる。中でも「びっくりドンキー神戸ハーバーランド店」は、全国330店舗以上ある同店中で度々、月商1位を獲得（2019年当時）。13店舗運営（2024年9月現在）の「丸源ラーメン」は、全205店舗中、売上上位を独占している。有力加盟店がひしめく中で突出した業績を上げているため、外食関係者が店舗見学に訪れることも多いという。

### 人材教育
成功の要素として同社では、褒めて育てる人材教育法を採用し、2014年からは全店で月に一度、コンサルタントで『ほめ育』の提唱で知られるの原邦雄の指導を受けていることが挙げられる。当時、『ほめ育』に半信半疑であった代表者の髙木健は、一生懸命取り組んだ店長の店とそうではない店の業績格差が大きく開いてゆくのを目の当たりにし、その予想外の効果に目を見張ったという。従業員のモチベーションが上がり、定着率が高まることで人員配置が合理的にできることで業績に結び付き、求人費用が半減できた。店によっては売り上げが15％増加するケースや、赤字店舗から全国売上げ全国トップに昇りつめる店舗も現れた。そのほか、従業員のための接客と調理技術のコンテストを毎年実施し表彰を行うなどの取り組みを行っている。

### 海外展開
海外店舗展開でも独自性を見せ、2012年開発のオリジナル新業態「豚骨火山ラーメン」1号店を同年7月、いきなりシンガポールに出店した。オリジナル店でもFC店でも外食産業がいきなり海外に限定して出店するケースは非常にまれである。またFC店のシャトレーゼはシンガポールに9店舗（2024年9月現在）、「ビアードパパ」はタイに12店舗出店しFCの海外展開にも積極的。特にタイには海外で最多の24店舗を展開（2024年9月現在）。東南アジア以外ではアメリカ、カナダへ出店。「火山ラーメン」はインドへも出店している。
ベンガルールの「カザンジャパニーズラーメン」は2024年8月開店で、多店舗展開するラーメン専門店としてはインド初であった。店内には富士山の絵やちょうちんなどが飾られる。客が店を出る際には和太鼓を鳴らすなどのパフォーマンスが行われる。看板メニューは「火山らーめん辛味噌」で熱した石鍋に面や具材を入れて客の面前でスープを注ぎ、火山に見立てた蓋を被せ、噴火のように湯気が立ち上る演出がなされる。インドは日本の外食企業にとって未開拓市場で、進出する日系外食チェーンはごくわずかであり、吉野家はすでに撤退した。ベジタリアンも3割ほど存在し、同店のメニューの約40種類のうち「火山らーめんベジカレー」や「ベジロール」など半数はインド限定である。インドでは「メーク・イン・インディア」と呼ばれる政府の産業振興策で輸入品には高い関税がかけられるなどの理由で日本食材が入手しにくいが、「火山ラーメン」では、野菜や肉は現地調達、麺はインド産小麦を使って店内で製麺するなど工夫を凝らしている。

## 事業内容

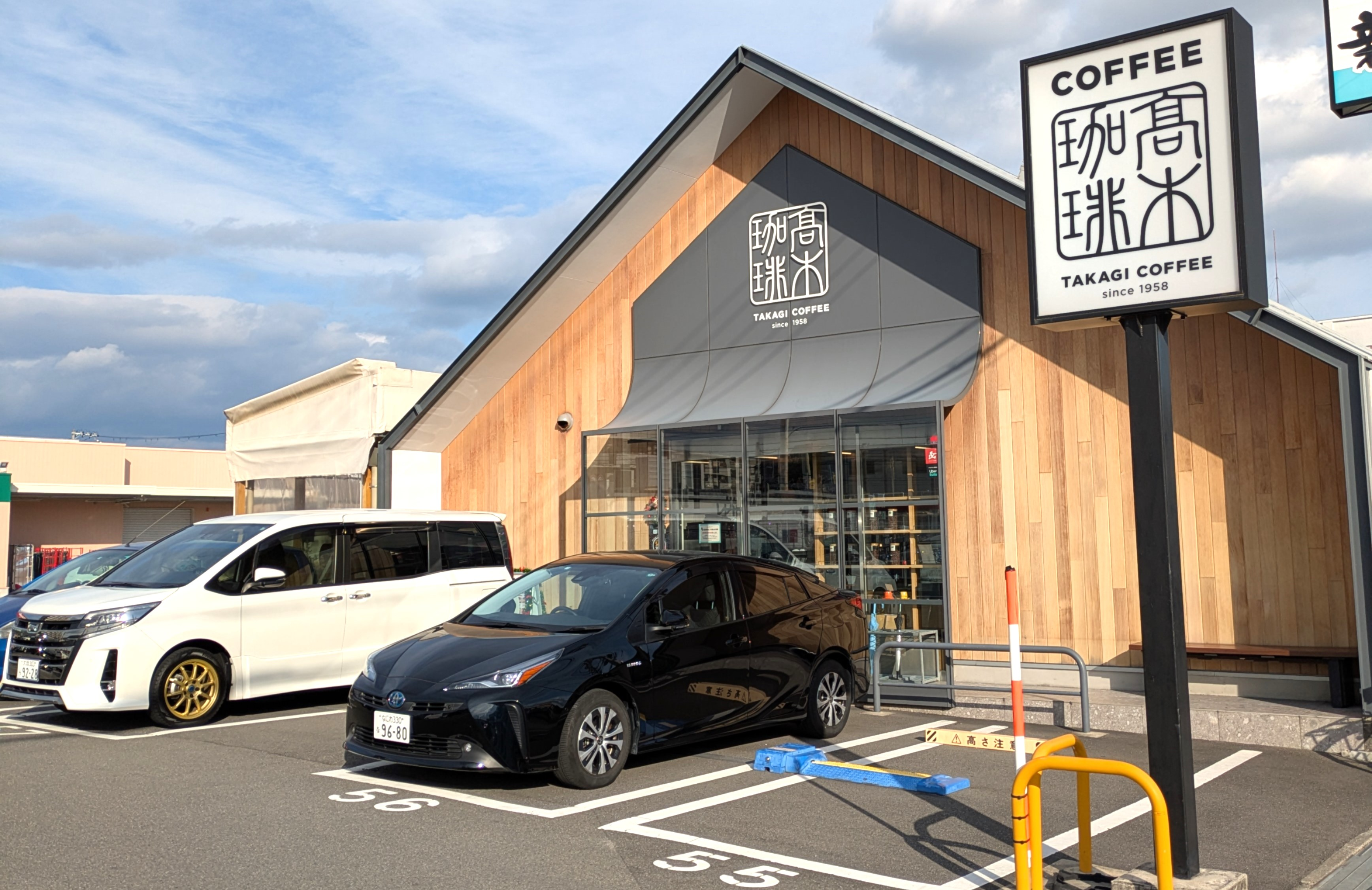
オリジナルブランドの髙木珈琲（茨木店）

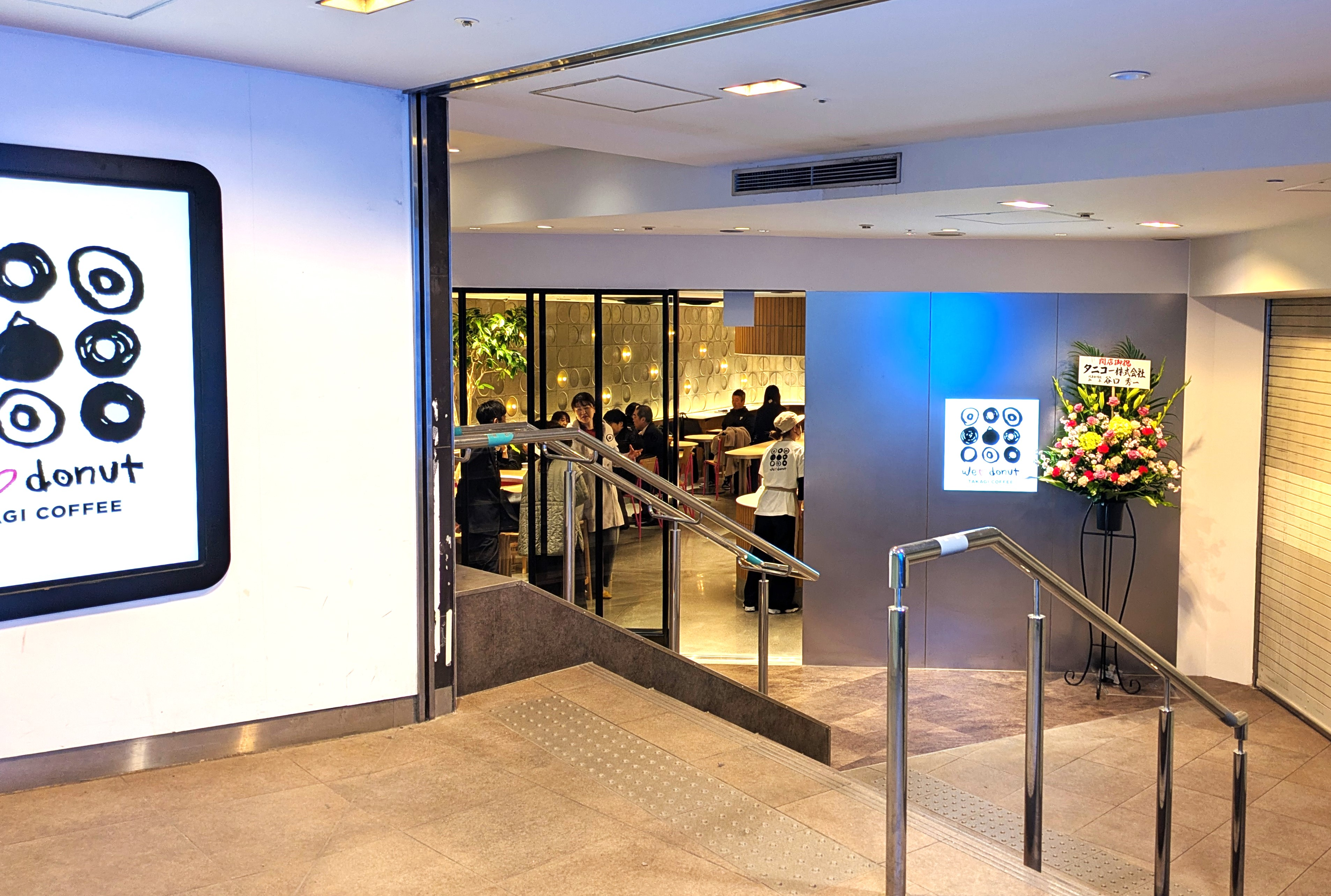
[https://whity.osaka-chikagai.jp/shops/detail.php?shopId=622 We♡donut×TAKAGI COFFEE 梅田地下街ホワイティうめだ

### フード事業
自社ブランド、フランチャイズ店舗を国内外に100店舗以上展開。びっくりドンキー、丸源ラーメンなどを運営するメガフランチャイジーであると共に、オリジナルブランドのフランチャイザーとしても展開。近年は、オリジナルブランドの海外展開に注力する。

### EC販売
自社開発によるプライベートブランド商品のオンラインで販売。

### 六次化産業
自社にて野菜や肉を生産し提供するオーベルジュ施設の実現に向け、現在は京都大原の自然の中の鶏舎で鶏を平飼いにて飼育中。

### ウェルネス事業
100％子会社である株式会社サンパークウェルネスは美容、健康、アンチエイジングなど食ビジネスとのシナジー効果のある事業にも取り組む。
2023年、世界各国にブティックフィットネスジムを展開するXponential Fitnessの日本におけるマスターフラチャイズ契約を締結。

## 沿革
- 1966年 - 大阪市北区芝田町に資本金1200万円にてサン石油株式会社を設立。

- 1967年 - 資本金を1500万円に増資。本社を吹田市に移転。吹田市岸部にガソリンスタンドキグナス千里サンパーク を開業。吹田市岸部に「レストラン サンパーク千里本店」を開業。

- 1970年 - 「レストラン 千里サンパーク」に和食部開店。社名を株式会社サンパークと改称。

- 1972年 - 千里中央セルシーに「レストラン サンパークメキシカン店」開業。

- 1984年 - 吹田市岸部に於いて「レストラン サンストリートクラブ」開業。

- 1992年 - 千里中央セルシーに「洋麺屋ピエトロ千里中央店」開業。吹田市岸部に「ハンバーグレストランびっくりドンキー千里店」開業。

- 1997年 -  髙木健が代表取締役社長に就任。「洋麺屋ピエトロ梅田店」、「びっくりドンキー神戸大蔵谷店」開業。
- 2005年 - 「お好み焼＆茹上げ焼そば 感激たぬき千里店」、「びっくりドンキー神戸ハーバーランド店」開業。

- 2009年 - 「高木うどんかみしんプラザ店」、「丸源ラーメン泉北店」開業。

- 2012年 - 「丸源ラーメン高石店」開業。マルセン株式会社を子会社化。「豚骨火山 Novena Square Singapore店 」開業[11]。「丸源ラーメン都島店」開業。

- 2013年 - 「丸源ラーメン尼崎アマドゥ店」、「ドトールコーヒーショップホワイティうめだセンターモール店 」開業。タイへ進出[12]。「豚骨火山 Jasmine City,Asoke,Bangkok Thailand店」、「豚骨火山 Liang Court Singapore店」、「びっくりドンキー梅田東店」、「GAME PLAZA上新庄店」、「博多もつ鍋やまや」、「博多とんかつ あんず食堂」開業。

- 2015年 - 株式会社オーダイを子会社化し東京進出。「HONEBUTOムーチョ難波店」、「豚骨火山 Bukit Panjang Plaza Singapore店」、「博多もつ鍋やまや京都木屋町店」、「豚骨火山 AEON MALL BSD CITY Indonesia店」、「リトルマーメイド 京阪古川橋駅店」、「シャトレーゼ Scotts Singapore」開業。

- 2020年 - 「マジカレー統一時代店」（台湾）、「ビアードパパ MegaBanna店」（バンコク）、「シャトレーゼ Westgate店」（シンガポール）、「シャトレーゼ Bwdokmall店」（シンガポール）、「マジカレー有明ガーデン店」（東京）、「びっくりドンキー高槻西店」（大阪）、「ゴンチャ千中パル店」（大阪）、「カルビ火山あべのHoop店」（大阪）、「豚骨火山 Funan Mall店」（シンガポール）、「ビアードパパ Chamchuri Square店」（バンコク）、「ピエトロ千里中央店」（大阪）、「ベルヴィル千里中央店」（大阪）、「カルビ火山難波店」（大阪）、「スペイン魚介バルParqe del sol 赤坂見附店」（東京）、「カルビ火山堂島店」（大阪）、「高木珈琲茨木店」（大阪）、「シャトレーゼ千里店」（大阪）、「マジカレー丸井志木店」（埼玉）開業。

- 2021年 - 「CoCoDeli野江内代店」（大阪）、「ビアードパパ Thapra店」（バンコク）。「養鶏農園 鶏鳥庵」（京都）開設。「SunBurger本山店」（神戸）、「八起庵アルデ新大阪」（大阪）、「燒麺王京橋店」（大阪）、「高木珈琲行徳店」（千葉）、「ベルヴィル横浜ワールドポーターズ店」、「カルビ火山イオンモール八千代緑が丘店 K9心斎橋店」、「ベルヴィルHillion mall店」(シンガポール)開業。

- 2022年 - 「髙木珈琲須磨離宮公園前店」(兵庫)、「カルビ火山八尾店」(大阪) 、「八起庵池袋東武百貨店」(東京) 、「HACHIKI八起庵日本橋店」(東京)、「丸源ラーメン吹田千里店」(大阪)、「マジカレーHARAJUKUTHAILAND店」(タイ)、「ビアードパパセントラルグランドRAMA9店」(タイ)、「ビアードパパターミナル21RAMA3店」(タイ)、「京都TORIらーめんHACHICKENタイ店」(タイ)開業。

- 2023年 - 髙木珈琲フォレストモール京田辺店(京都) MAJICURRYLASTIrvine店(アメリカ) 髙木珈琲100AM店(シンガポール) HACHIKI八起庵新横浜駅店(神奈川） 髙木珈琲イオンタウン松本村井店(長野) ベルヴィルby髙木珈琲Vivocity店（シンガポール) HACHICKENターミナル21アソーク店(タイ) ビアードパパアイコンサイアム店(タイ) マジカレートロント店(カナダ) 髙木珈琲イオンタウン松原店(大阪) WeLoveDonut(大阪) マジカレーバンコクエムスフィア店(タイ) HACHICKENバンコクエムスフィア店(タイ)開業。

- 2024年
  - 「belle-villeSM city fairview店」(フィリピン) 、「豚骨火山 Toul Tom Poung店」(カンボジア)、「豚骨火山 SM FAIRVIEW店」(フィリピン) 、「LITTLE MERMAID 西葛西店」(東京)、「belle-ville Brunei店」(ブルネイ) 、「ビアードパパファッションアイランド店」(タイ)、「豚骨火山DTLA店」(アメリカ)、「KAZZAN RAMEN&BAR Houston店」(アメリカ) 、「WeLoveDonut 自由が丘店」(東京) 、「KAZAN JAPANESE RAMEN ChurchStreet店」(インド)、「髙木珈琲 しずてつストア沼津大岡店(静岡) 」開業。
  - 11月29日、梅田地下街ホワイティうめだに『we♡donut×TAKAGI COFFEE』開業[13]。

以上